# Valentino Gasparella
Valentino Gasparella (nascido em 30 de junho de 1935) é um ex-ciclista italiano que participava em competições de ciclismo de pista e estrada.
Nos Jogos Olímpicos de 1956 em Melbourne, ele foi o vencedor e recebeu a medalha de ouro na prova de perseguição por equipes, juntamente com Antonio Domenicali, Leandro Faggin e Franco Gandini.
Em Roma 1960, conquistou a medalha de bronze na prova de velocidade, atrás de Sante Gaiardoni e Leo Sterckx.
Se tornou um ciclista de estrada profissional em 1960 e competiu até o ano de 1967.